# بريد سيرلانكا
قسم البريد، ويعمل تحت اسم العلامة التجارية بريد سريلانكا ( السنهالية: තැපැල් දෙපාර්තමේන්තුව، ශ්රී ලංකා Tæpæl Departhamenthuwa)، هو جهاز الحكومة الذي يهتم بالنظام البريدي في سري لانكا. المقر البريدي هو مكتب البريد العام الذي يقع في كولومبو. كانت تعرف سابقًا باسم إدارة البريد والاتصالات سيلان وهي واحدة من أقدم الإدارات الحكومية الموجودة اليوم.
رئيس البريد السريلانكي حالياً هو رانجيث أرياراتن. ويوجد نائب مدير عام البريد في كل محافظة. يعمل في سريلانكا بوست أكثر من 22000 موظف في مناصب مختلفة للموظفين ودعم مكاتب البريد 4738 في جميع أنحاء البلاد.

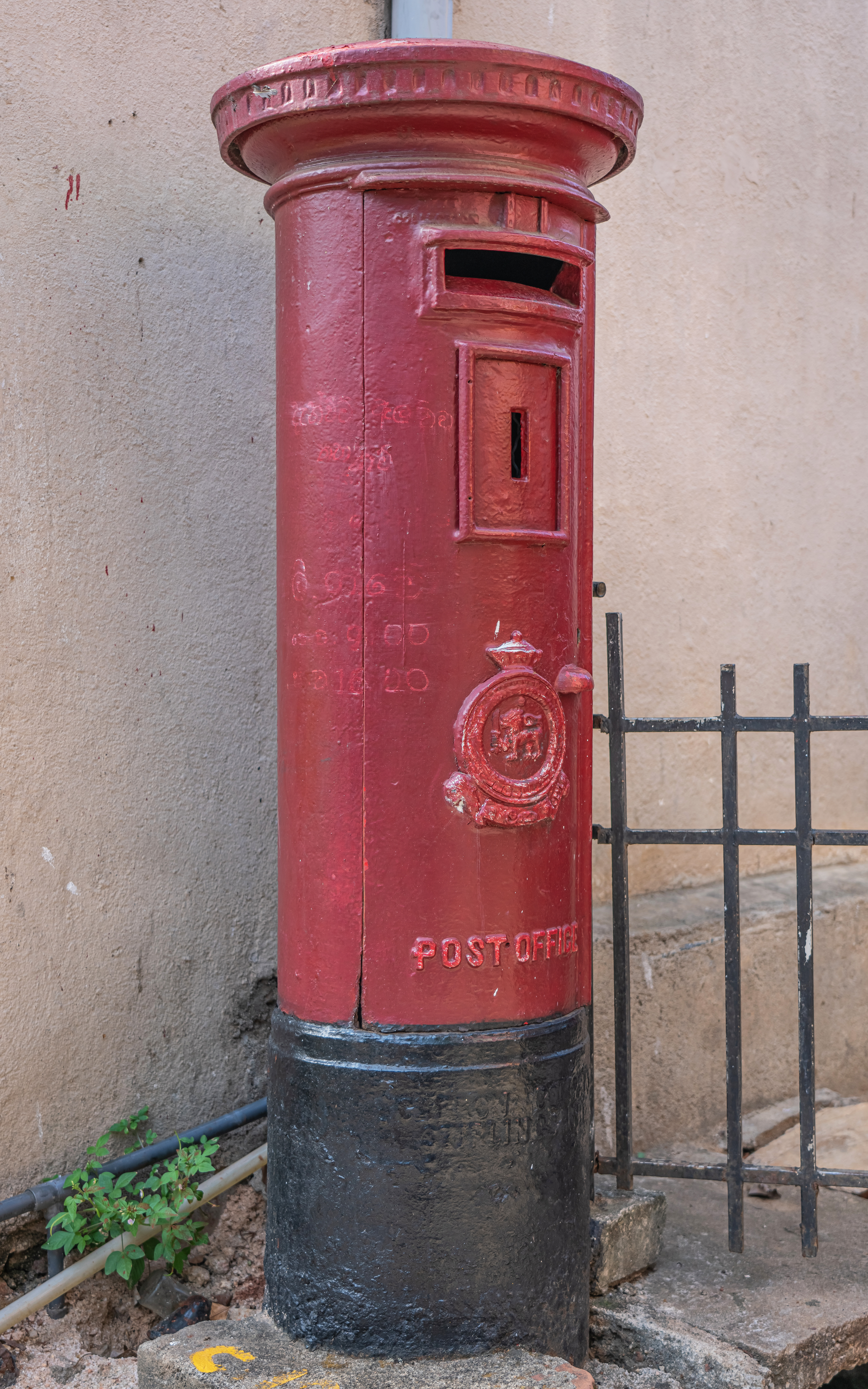
صندوق بريد عام في كاندي

## الروابط والمصادر الخارجية
- سري لانكا بوست